# Curt Hennig
Curtis Michael Hennig (Robbinsdale, Minnesota; 28 de marzo de 1958-Tampa, Florida; 10 de febrero de 2003), también conocido por su nombre artístico Mr. Perfect, fue un luchador profesional estadounidense que compitió en la American Wrestling Association, la World Wrestling Federation, la Total Nonstop Action Wrestling y la World Championship Wrestling.
Hennig fue dos veces campeón mundial al haber ganado una vez el Campeonato Mundial Peso Pesado de la AWA y una vez el Campeonato Universal Peso Pesado de la WWC. También destacan sus dos reinados como Campeón Intercontinental Peso Pesado de la WWF, siendo uno de sus reinados el más largo de la década de los 90, un reinado como Campeón Peso Pesado de los Estados Unidos de la WCW, un reinado como Campeón Mundial en Parejas de la AWA junto a Scott Hall y un reinado como Campeón Mundial en Parejas de la WCW junto a Barry Windham).
Además, formó parte de los equipos The Four Horsemen y el New World Order, fue comentarista en la WWF durante un año y fue introducido en el WWE Hall of Fame en 2007.

## Carrera

### Inicios

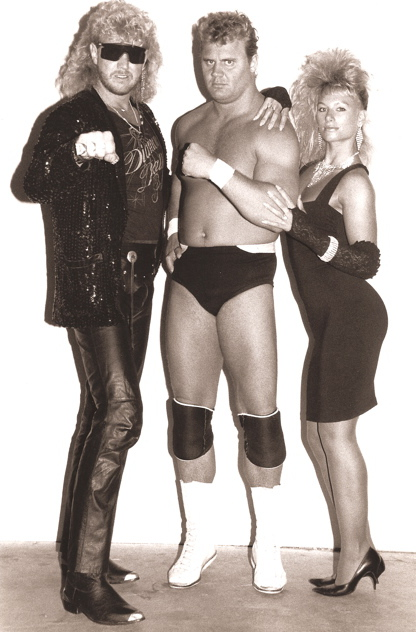
Curt Hennig (centro) junto a Diamond Dallas Page (izquierda).

Hennig empezó su carrera luchando en Wisconsin, Colorado y en Canadá. También estuvo en World Wrestling Federation como jobber. Sin embargo, en 1982 entró en NWA Pacific Northwest, donde hizo equipo con su padre Larry "The Axe" Hennig, formando un equipo conocido como "The Axe Attacks". En esa empresa capturó tres veces el título en parejas junto a su padre, Buddy Rose y Pat McGhee. También derrotó a Sheik Abdullah Ali Hassen, ganando el Campeonato Peso Pesado de la NWA Pacific Northwest. Pero en 1984 se fue a American Wrestling Association.

### American Wrestling Association (1984-1988)
Hennig debutó en American Wrestling Association (AWA) bajo el nombre de "Cool" Curt Hennig en SuperClash, donde hizo equipo con Scott Hall y Greg Gagne, derrotando a Ray Stevens, Nick Bockwinkel y Larry Zbysko. Después de esto, siguió haciendo equipo con Hall, derrotando ambos a los Campeones Mundiales en Parejas de la AWA Steve Regal & Jim Garvin el 12 de diciembre de 1985. Lo retuvieron en WrestleRock ante Bill & Scott Irwin y en Rage in a Cage ante Konga the Barbarian & Boris Zuhkov. Luego hizo equipo en Battle by the Bay con The Midnight Rockers, derrotando a Buddy Rose, Doug Somers y Alexis Smirnoff y empezó un feudo con el Campeón Mundial Peso Pesado de la AWA Nick Bockwinkel, enfrentándose en Brawl in St. Paul, donde Hennig perdió por descalificación, pero en SuperClash le derrotó con la ayuda de Zbyszko, pero lo perdió en mayo de 1988 ante Jerry "The King" Lawler.

### World Wrestling Federation (1988-1996)
Curt Hennig empezó a trabajar para World Wrestling Federation en 1988 bajo el gimmick de un atleta perfecto conocido como Mr. Perfect, luchando en el equipo de André the Giant contra el de Jim Duggan en Survivor Series, siendo uno de los supervivientes junto a Dino Bravo. Tras esto, en Royal Rumble ingresó el #4, pero fue eliminado el #11 por Hulk Hogan, en WrestleMania V derrotó a The Blue Blazer, en SummerSlam a The Red Rooster y en Survivor Series fue el último superviviente de su equipo contra el de Roddy Piper. En WrestleMania VI sufrió su primera derrota a manos de Brutus Beefcake, pero el 23 de abril de 1990 participó en un torneo por el vacante Campeonato Intercontinental de la WWF, ganándolo tras vencer en la primera ronda a Jimmy "Superfly" Snuka; recibir bye en la segunda ronda (por la doble descalificación en el encuentro entre Roddy "Rowdy" Piper y Rick "The Model" Martel de la primera ronda) y derrotar en el encuentro final a Tito Santana mediante un pinfall. Tras esto, Bobby "The Brain" Heenan empezó a hacer de mánager de Mr. Perfect, enfrentándose a Hulk Hogan en un Saturday Night Main Event, perdiendo Perfect y en otro retuvo el Campeonato Intercontinental de la WWF ante Santana, pero lo perdió en SummerSlam lo perdió ante The Texas Tornado, pero lo recuperó tras vencerle el 19 de noviembre de 1990. Luego hizo equipo con Demolition (Ax, Smash & Crush), pero perdieron ante el equipo formado por The Ultimate Warrior, Legion of Doom y Texas Tornado. Luego perdió en WrestleMania VII ante The Big Bossman por descalificación, por lo que retuvo su título. Sin embargo, poco después se lesionó, por lo que perdió el título ante Bret Hart en SummerSlam.
Durante un año ejerció de comentarista de los eventos y como asistente de Ric Flair, a quien ayudó a conseguir el Campeonato de la WWF el 1 de septiembre de 1992. Sin embargo, poco después tuvo un feudo con él, luchando en Survivor Series junto a Randy Savage contra Flair y Razor Ramon, ganando Perfect y Savage, en Royal Rumble Hennig eliminó a Flair y finalmente se enfrentaron el 25 de enero de 1993 en RAW en una lucha donde el perdedor sería despedido de WWF, ganando Hennig y siendo despedido Flair. En WrestleMania IX fue derrotado por Lex Luger, en King of the Ring fue derrotado en la segunda ronda por Bret Hart y en SummerSlamShawn Michaels derrotó a Mr. Perfect, reteniendo el Campeonato Intercontinental de la WWF. Sin embargo, poco después se lesionó seriamente, estando inactivo hasta finales de 1996. Durante su lesión, hizo de árbitro especial en WrestleMania X en la lucha entre Lex Luger y Yokozuma, descalificando a Luger.
Poco después de WrestleMania X, Hennig dejó la compañía, pero regresó como comentarista en Survivor Series, manteniendo el puesto junto a Jim Ross y cuando se fue, Vince McMahon. También hizo de árbitro especial en King of the Ring en la pelea entre el Campeón de la WWF Shawn Michaels y The British Buldog. Coincidiendo con su regreso al ring, Hunter Hearst Hemsley empezó a insinuar que le iba a retar a un combate, empezando ambos un feudo cuando el 14 de octubre de 1996, tras una lucha, Mr. Perfect se fue con la acompañante de Hemsley. Al final, el 21 de octubre pactaron ambos una lucha, pero Hemsley le atacó tras bastidores, lo que le incapacitó para luchar y Marc Mero le sustituyó en la lucha, la cual ganó Hunter, pero tras el combate, Mr. Perfect cambió a heel al atacar a Mero, formando una alianza con Hemsley. Poco después se fue de WWF y fichó por World Championship Wrestling (WCW).

### World Championship Wrestling (1997-2000)
Hennig entró en WCW durante el feudo entre los equipos de New World Order y The Four Horsemen, mostrando ambos equipos un gran interés con él. Su primera lucha fue en Bash at the Beach siendo el compañero secreto de Diamond Dallas Page contra Scott Hall y Randy Savage, pero fueron derrotados después de que Page atacara a Hennig, lo que les llevó a una lucha en Road Wild, la cual ganó Hennig. Tras esto, se alió con The Four Horsemen, luchando junto a su líder, Ric Flair en Clash of Champions XXXV contra los miembros de nWo Syxx y Konnan, derrotándoles. Poco después, Arn Anderson, miembro de The Four Horsemen, se retiró y le dejó su peusto a él, quien lo aceptó con gran honor. En Fall Brawl se enfrentaron ambos equipos en un War Games match, donde el Team nWo (Buff Bagwell, Kevin Nash, Konnan y Syxx) derrotaron a The Four Horsemen (Flair, Stevie McMichael, Chris Benoit y Hennig), a que durante la lucha, Hennig traicionó a su equipo y pasó a ingresar en New World Order.
En nWo empezó un feudo con los miembros de The Four Horsemen, derrotandoa McMichael el 15 de septiembre de 1997, ganando el Campeonato de los Estados Unidos de la WCW y lo retuvo frente a Flair en Halloween Havoc y World War 3, pero lo perdió en Starrcade ante Diamond Dallas Page. En Spring Stampade derrotó a Davey Boy Smith, en Bash at the Beach tuvo una oportunidad por el Campeonato Mundial Peso Pesado de la WCW de Goldberg y en Fall Brawl fue derrotado por Dean Malenko. Poco después nWo se disolvió, creando Hennig su propio grupo llamado the West Texas Rednecks junto a Bobby Duncum y Barry Windham, perdiendo en Souled Out ante Ric & David Flair y ganando el vacante Campeonato Mundial en Parejas de la WCW en Superbrawl al derrotar a Dean Malenko & Chris Benoit junto a Windham, pero lo perdieron en Uncensored ante Malenko & Benoit. Después fueron derrotados por No Limit Soldiers en Bash at the Beach, por lo que el equipo se disolvió. Tras esto, Hennig derrotó junto a Creative Control a Harlem Heat & Midnight en Starrcade y perdió ante Shawn Stasiak en Slamboree. Tras esto, su contrato con WCW expiró y no fue renovado.

### Circuito independiente (2000-2002)
Hennig participó en varias empresas independientes de lucha libre profesional. En 2000 luchó en la i-Generation Superstars of Wrestling, donde ganó en dos ocasiones el Campeonato Peso Pesado de la i-Generation. El 30 de septiembre del 2000 derrotó a Carly Colón, ganando el Campeonato Universal Peso Pesado de la WWC, pero lo dejó vacante el 4 de octubre del mismo año después de una lucha con Colón. El 25 de noviembre se volvió a enfrentar en la revancha a Colón por el título vacante, pero perdió la lucha. También se enfrentó a Hulk Hogan en la X Wrestling Federation, perdiendo Hennig.
Tras ser despedido de WWE, luchó en Future of Wrestling, donde fue el último Campeón Peso Pesado de la FOW hasta el cierre de la empresa.

### World Wrestling Federation (2002)
Hennig fue anunciado en la Royal Rumble como uno de los 30 participantes. Durante la lucha, entró el #25 y fue uno de los cuatro últimos participantes, siendo eliminado por Triple H. Los productores de WWF se impresionaron por su desempeño en el ring y le ofrecieron un contrato a largo plazo. Durante su estancia, tuvo un corto feudo con Steve Austin. En WrestleMania X8 luchó junto a Lance Storm y Test, pero perdieron ante Scotty 2 Hotty, Rikishi & Albert. Poco después, fue despedido por una intoxicación y una pelea con Brock Lesnar cuando regresaban del Reino Unido.

### Total Nonstop Action Wrestling (2002-2003)
Tras ser despedido, Hennig empezó a luchar en Total Nonstop Action Wrestling (TNA), donde tuvo un feudo con el Campeón Mundial Peso Pesado de la NWA Ron Killings cuando en su primera lucha en la empresa, hizo equipo con Syxx y B.G. James, derrotando al equipo formado por Killings, Jeff Jarrett y Brian Lawler al cubrir Hennig a Killings, enfrentándose a él el 16 y 23 de octubre, perdiendo ambas por interferencias de Jeff Jarrett y Mr. Wrestling III respectivamente. Tras esto entró en un torneo para definir un contendiente para el Campeonato Mundial Peso Pesado, pero el 30 de octubre fue derrotado en la primera ronda por Jarrett. Luego hizo equipo con B.G. James, enfrentándose a los Campeones Mundiales en Parejas de la NWA Brian Lee & Slash, pero retuvieron por descalificación. El 11 de diciembre de 2002 se enfrentó a Jarrett por el Campeonato Mundial Peso Pesado, pero fue derrotado. Por último, su última lucha fue el 8 de enero de 2003, derrotando a David Flair.

## Vida personal
Su hijo Joe Hennig luchó en WWE bajo el nombre de Curtis Axel.

## Fallecimiento
El 10 de febrero de 2003, Hennig se encontraba en Florida para asistir a un evento. Fue encontrado muerto en su habitación cuando se le echó en falta en el gimnasio. La The Hillsborough County Medical Examiner's Office declaró que la causa de la muerte había sido una sobredosis de cocaína. Su padre, Larry Hennig, dijo que los esteroides y los analgésicos también contribuyeron a su fallecimiento.

### Tributos
WWE emitió un vídeo como tributo, así como las palabras de sus amigos y co-trabajadores Jerry "The King" Lawler y Jim Ross del episodio de RAW tras la noticia del fallecimiento de Hennig. TNA también hizo un tributo a Hennig, ya que cuando falleció, era un empleado de la empresa.
La viuda de Hennig, Leonice, firmó un contrato con WWE para que le introdujeran en el WWE Hall of Fame, hecho que pasó el 31 de marzo de 2007, introduciéndole su amigo Wade Boggs y siendo representado por su esposa, sus cuatro hijos y sus padres. El 4 de julio de 2007 también fue introducido en el George Tragos/Lou Thesz Professional Wrestling Hall of Fame and Museum en Waterloo, Iowa. Su padre, que fue introducido el año anterior, le representó en el evento.
Randy Savage "Macho Man" lanzó una canción en tributo a Hennig en su álbum Be a Man, llamada "My Perfect Friend".
El 9 de septiembre de 2008, WWE lanzó un DVD de dos discos acerca de la vida de Hennig, llamado The Life and Times of Mr. Perfect. Para la promoción del DVD, el luchador Charlie Haas hizo una parodia de su titantron. La semana después de su salida al mercado, fue el número 1 en la lista de ventas del Billiboard Recreational Sports.

## Campeonatos y logros
- American Wrestling Association
  - AWA World Heavyweight Championship (1 vez)[8]
  - AWA World Tag Team Championship (1 vez)[9] – con Scott Hall

- Future of Wrestling
  - FOW Heavyweight Championship (1 vez)[10]

- i-Generation Superstars of Wrestling
  - i-Generation Heavyweight Championship (2 veces)[11]
- Main Event Championship Wrestling
  - MECW Heavyweight Championship (1 vez)[12]

- Pacific Northwest Wrestling
  - NWA Pacific Northwest Heavyweight Championship (1 vez)[13]
  - NWA Pacific Northwest Tag Team Championship (3 veces)[14] – con Larry Hennig (1), Buddy Rose (1) y Scott McGhee (1)

- World Championship Wrestling
  - WCW United States Heavyweight Championship (1 vez)[15]
  - WCW World Tag Team Championship (1 vez)[16] – con Barry Windham

- World Wrestling Council
  - WWC Universal Heavyweight Championship (1 vez)[17]

- World Wrestling Federation/Entertainment
  - WWF Intercontinental Heavyweight Championship (2 veces)[18]
  - WWE Hall of Fame (Clase de 2007)[5]

- Pro Wrestling Illustrated
  - PWI Luchador que más ha mejorado - 1987[19]
  - Situado en el N°13 en los PWI 500 de 1991[20]
  - Situado en el N°28 en los PWI 500 de 1992[21]
  - Situado en el N°9 en los PWI 500 de 1993[22]
  - Situado en el N°97 en los PWI 500 de 1998[23]
  - Situado en el N°71 en los PWI 500 de 1999[24]
  - Situado en el N°208 en los PWI 500 de 2002[25]
  - Situado en el N°55 dentro de los mejores 500 luchadores de la historia - PWI Years, 2003.[26]
  - Situado en el N°98 dentro de los mejores 100 equipos de la historia - PWI Years, 2003. - con Scott Hall[27]

- Wrestling Observer Newsletter
  - WON Luchador que más ha mejorado - 1983